# Fürstlich Löwensteinscher Park

Lage im Landkreis Main-Spessart

Der Fürstlich Löwensteinsche Park ist ein 30,67 km² großes gemeindefreies Gebiet und eine Gemarkung im Landkreis Main-Spessart im bayerischen Spessart. 97 Prozent der Fläche sind bewaldet.

## Geographie

### Lage
Der Fürstlich Löwensteinsche Park ist das flächenmäßig größte gemeindefreie Gebiet im Landkreis und das aktuell zwölftgrößte in Bayern. Er liegt zwischen der Gemeinde Bischbrunn und der Stadt Rothenfels. Die höchste Erhebung ist die Hintere Bauhöhe mit 533 m ü. NN. Das Tal der Hafenlohr begrenzt den Fürstlich Löwensteinschen Park im gesamten Nordwesten. Der Fluss Hafenlohr verläuft an manchen Stellen durch das Gebiet des Parks, das sich dort bis auf die linken Talhänge zieht. Im Südwesten und Südosten wird das gemeindefreie Gebiet durch die Täler von Wachenbach und Heinrichsbach begrenzt.

### Gemarkung
Auf der Gemarkung Fürstlich Löwensteinscher Park liegen mehrere kleinere Exklaven der Gemeinden Hafenlohr, Rothenfels, Esselbach und Bischbrunn, beispielsweise das zur Gemeinde Bischbrunn gehörige Sylvan im Weihersgrund oder die zu Hafenlohr gehörenden Gemeindeteile Diana, Einsiedel, Hubertushöhe und Lindenfurterhof.

### Nachbargemeinden
|                                                                   | Forst Lohrerstraße (Gemeindefreies Gebiet)  | Gemeinde Neustadt am Main |
| Gemeinde Rothenbuch und Rohrbrunner Forst (Gemeindefreies Gebiet) | Kompassrose, die auf Nachbargemeinden zeigt | Stadt Rothenfels          |
| Gemeinde Bischbrunn                                               | Gemeinde Esselbach                          | Gemeinde Hafenlohr        |

## Name
Der Fürstlich Löwensteinsche Park ist nach dessen Besitzer, dem fürstlichen Hause Löwenstein benannt. Der Begründer, Ludwig I. von Löwenstein, stammt aus dem Städtchen Löwenstein, das also indirekt Namensgeber des Parks ist.

## Geschichte

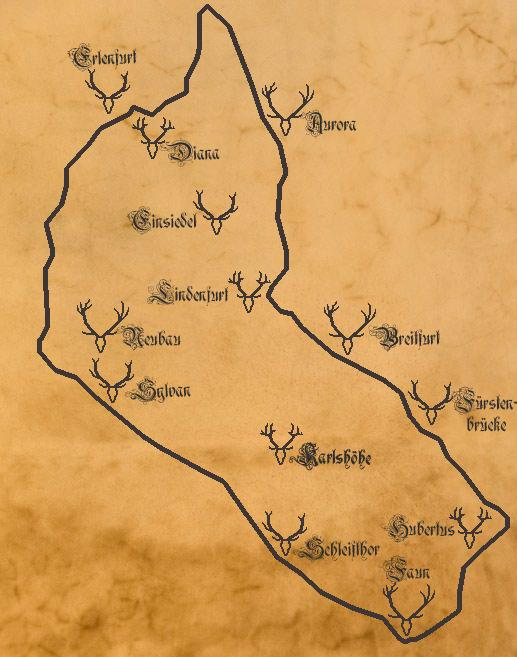
Forst-, Park- und Torhäuser im Fürstlich Löwensteinschen Wildpark

Der Fürst zu Löwenstein-Wertheim-Rosenberg erhielt im Jahre 1803 nach der Säkularisation, im Zuge des Friedens von Lunéville, als Ausgleich für die an Frankreich verlorenen linksrheinischen Gebiete (darunter Rochefort und Virneburg), Besitzungen der Benediktinerabtei Neustadt am Main. Mit dem früheren Klostereigentum, dem Wald zwischen Bischbrunn und Rothenfels, fielen den Löwensteinern neben dem Jagdrecht auch die Rechte für den Fischfang in der Hafenlohr und im Wachenbach zu.

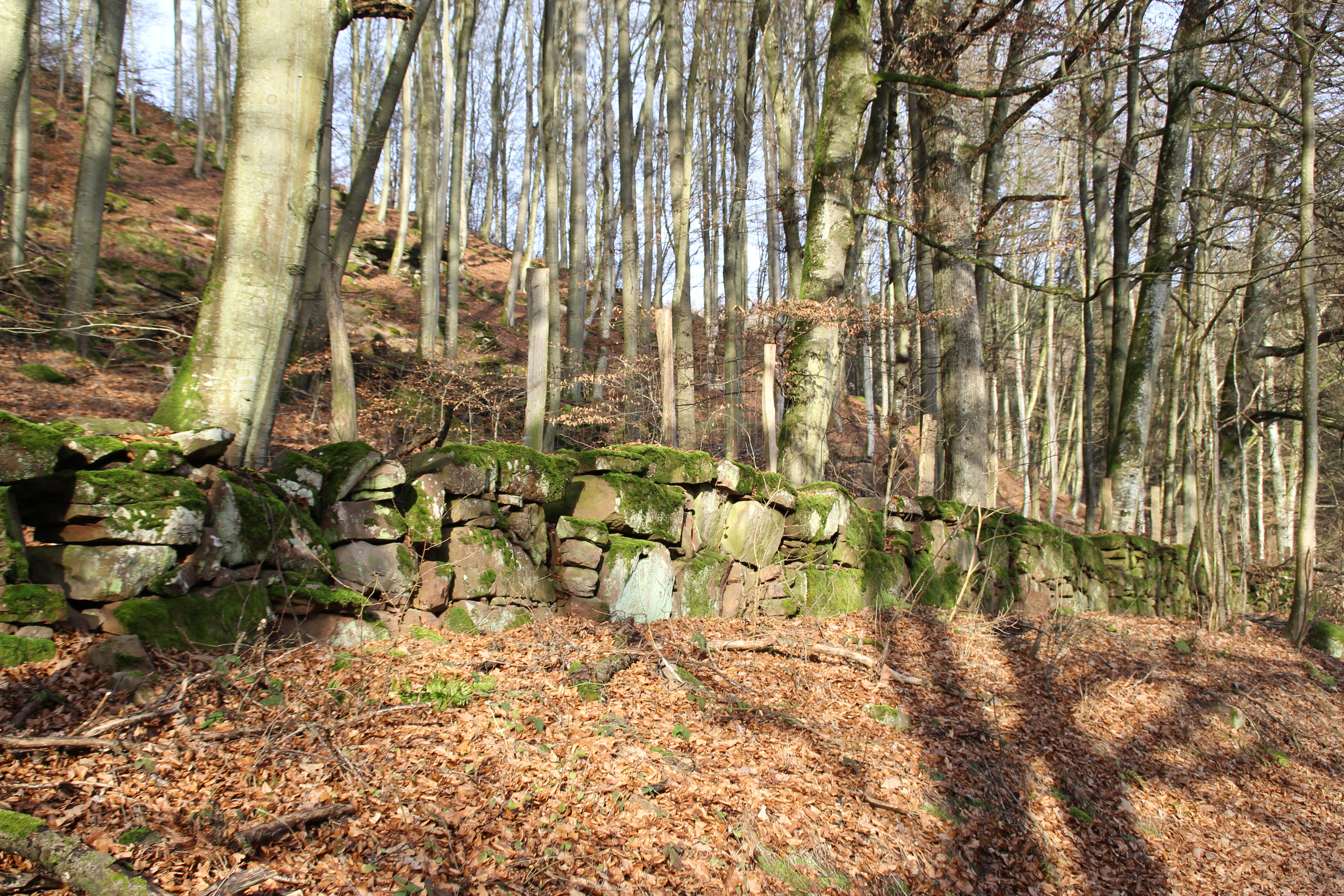
Historische Parkmauer

Der ehemalige Klosterwald wurde von 1817 bis 1819 zum großen Teil in einen eingezäunten Wildpark umgebaut. Fürst Carl zu Löwenstein-Wertheim-Rosenberg gab den Auftrag, über 3000 Hektar Waldgebiet mit einem etwa 34 Kilometer langen Parkzaun einzufrieden. Der Fürst ließ gleichzeitig um den Wildpark die Forsthäuser Faun, Sylvan, Aurora, Diana und Fürstenbrücke sowie die Torhäuser Breitfurt, Hubertus und Schleifthor erbauen. Weitere Eingänge zum Wildpark waren das Neustädter Tor und das Schwarze Tor. Inmitten des Parks wurde das Forsthaus Carlshöhe mit einem Jagdschloss fertiggestellt. Das Forsthaus Neubau bestand bereits. Der Fürstlich Löwensteinsche Wildpark grenzte im Westen an den Königlich Bayerischen Wildpark.
Der Sitz des fürstlichen Forstamtes wurde 1850 von der Burg Rothenfels nach Lindenfurt verlegt. Seit 1977 befindet es sich in Einsiedel.

## Schutzgebiete

### Naturschutz
Der Fürstlich Löwensteinsche Park grenzt auf weiten Strecken an das FFH-Gebiet 6022-371 Hochspessart. Folgende Naturschutzgebiete liegen teilweise auf dem gemeindefreien Gebiet:
- Naturwaldreservat Hoher Knuck (NSG-00596.01)
- Weihersgrund (NSG-00550.01)

### Vogelschutz
Der Löwensteinsche Park ist ein Teil des Vogelschutzgebietes 6022-471 Spessart.

## Baudenkmäler
→ Liste der Baudenkmäler im Fürstlich Löwensteinschen Park

## Verkehr
Durch den Fürstlich Löwensteinschen Park verläuft die Kreisstraße MSP 26 von Windheim nach Rothenbuch.